# Marubun Jaya
Marubun Jaya is een bestuurslaag in het regentschap Simalungun van de provincie Noord-Sumatra, Indonesië. Marubun Jaya telt 6182 inwoners (volkstelling 2010).